# Tomma Abts
Tomma Abts (* 1967 in Kiel) ist eine deutsche Malerin und Gewinnerin des renommierten Turner Prizes 2006. Seit Ende der 1990er Jahre malt die in London lebende Künstlerin kleinformatige, abstrakte Acryl- und Ölbilder überwiegend geometrischer Formen.

## Leben und Werk
Tomma Abts studierte von 1989 bis 1995 an der Hochschule der Künste Berlin. Sie war Meisterschülerin in der Filmklasse bei Heinz Emigholz. 1995 ging sie mit einem DAAD-Stipendium nach London, wo sie seitdem lebt.
Im Jahr 2004 erhielt sie von der The Paul Hamlyn Foundation den Award for Visual Arts. Der Preis wird seit 1998 jährlich an fünf Künstler im Vereinigten Königreich und Irland verliehen. 2006 wurde Tomma Abts mit dem bedeutendsten britischen Preis für bildende Kunst, dem Turner Prize, ausgezeichnet. In der Begründung für die Preisverleihung wurden ihre Einzelausstellungen in der Kunsthalle Basel und in der Galerie greengrassi (London) genannt.
Die abstrakten Acryl- und Ölbilder von Tomma Abts entstehen oft in einem lang andauernden Malprozess. Die strengen, geometrischen Kompositionen der Bilder referieren dabei nicht auf Gesehenes, sondern entwickeln sich aus der Logik der übereinander gelagerten, vielfachen Farbschichten.
Jedes ihrer Gemälde wird in diesem lange andauernden Malprozess in verschiedenen Schichten gemalt, wobei bei manchen Werken die Ausgangssituation noch zu erkennen ist, bei anderen ist sie fast ganz verschwunden. In jedem Arbeitsschritt verändert sie die Konstruktion und Komposition und fügt eine neue Schicht an Farbe hinzu. Dieser Vorgang der Entstehung und Überarbeitung erfordert Zeit, die geprägt vom sich wiederholenden Prinzip des In-Frage-Stellens und Überdenkens ist. Jedes Bild ist für eine malerische Recherche, in welcher jede Phase des Bildes und jede subjektive Entscheidung wichtig wird. Sie komponiert Bilder, die vielschichtig und räumlich wirken, und sich je nach Standpunkt in ihrer Wahrnehmung verändern.
Die Titel ihrer abstrakten Öl- und Acryl-Gemälde wie z. B. „Feye“, „Ehme“, die stets im einheitlichen Format (38 cm × 48 cm) ausgeführt sind, leitet sie von einem Verzeichnis deutscher Vornamen her. Ihre Malerei ist „exakt und unscharf zugleich.“ Wichtig ist ihr, „etwas Eigenes“ zu entwickeln. Ihre Arbeiten „sollen nicht nur für sich selbst sprechen, sondern auch für sich allein stehen.“ Daher gibt die Künstlerin nur sehr selten Interviews.
2018 tauchen in ihrer ersten Einzelausstellung in einer nicht-kommerziellen britischen Institution Werke auf, die in größeren Formaten in der Mitte durchtrennt und deren Ecken abgerundet sind. Auch das Materialspektrum hat sich erweitert, die Gemälde sind aus Bronze und Aluminium gefertigte Abgüsse derselben gemalte Vorlage.
Ab Sommersemester 2010 wurde Abts zur ordentlichen Professorin für Malerei an der Kunstakademie Düsseldorf berufen.
Im Auftrag der Londoner Verkehrsbetriebe gestaltete sie 2016 Poster und U-Bahn-Faltpläne.

## Ausstellungen
Die Darstellung beschränkt sich auf die Einzelausstellungen von Tomma Abts
- 1998: habitat in London
- 1999: greengrassi in London. Tomma Abts: Paintings
- 2001: Galerie Giti Nourbakhsch in Berlin
- 2002: greengrassi in London. Tomma Abts: Paintings
- 2003: Galerie Buchholz in Köln
- 2003: The Wrong Gallery in New York
- 2004: Van Abbemuseum in Eindhoven. „Journal #7“: Tomma Abts – Vincent Fecteau
- 2004: Galerie Giti Nourbakhsch in Berlin. Tomma Abts
- 2005: Kunsthalle Basel. Tomma Abts
- 2005: The Douglas Hyde Gallery in Dublin
- 2005: greengrassi in London. Tomma Abts
- 2006: Kunsthalle zu Kiel. Tomma Abts
- 2006: Galerie Buchholz in Köln
- 2009: Galerie Giti Nourbakhsch
- 2011: Kunsthalle Düsseldorf
- 2013: Galerie Buchholz in Berlin
- 2017: Galerie Buchholz in Berlin
- 2018: Serpentine Gallery in London

## Auszeichnungen
- 2004: „The Paul Hamlyn Award for Visual Arts“ [2]
- 2006: „Turner Prize 2006“ [7]